# Linia kolejowa Lausen – Markranstädt
Linia kolejowa Lausen – Markranstädt – dawna lokalna linia kolejowa w Niemczech, w kraju związkowym Saksonia. Ta krótka linia kolejowa biegła z Lausen do Markranstädt i łączyła linie Leipzig-Plagwitz-Pörsten i Leipzig-Großkorbetha. W 1946 roku linia została zamknięta i rozebrana.